# آپیسون (تنسی)
آپیسون(به انگلیسی: Apison) شهری در ایالت تنسی کشور ایالات متحده آمریکا است که جمعیت آن در سرشماری سال ۲۰۱۰ میلادی، ۲٬۴۶۹ نفر بوده‌است.